# Cosumnoperla sequoia
Cosumnoperla sequoia är en bäcksländeart som beskrevs av Bottorff, R.L. 2007. Cosumnoperla sequoia ingår i släktet Cosumnoperla och familjen rovbäcksländor. Inga underarter finns listade i Catalogue of Life.